# السروة (إب)
السروة هي إحدى قرى الجمهورية اليمنية. وهي تتبع جغرافيًا لمحافظة إب. وإداريًا لمديرية جبله. يبلغ تعداد سكانها 1403 نسمة حسب الإحصاء الذي جرى عام 2004.